# Bogdan Radzikowski
Bogdan Radzikowski (ur. 16 maja 1943, zm. 30 stycznia 2017) – polski bokser, mistrz i reprezentant Polski.

## Życiorys
Był mistrzem  Polski w wadze piórkowej  (do 57 kg) w 1970, wicemistrzem w wadze koguciej (do 54 kg) w 1965 i w 1968, a także brązowym medalistą w wadze piórkowej w 1966 i 1969.
Zdobył brązowy medal w kategorii koguciej na Spartakiadzie Gwardyjskiej w Karlowych Warach w 1965.
W latach 1965-1967 czterokrotnie wystąpił w reprezentacji Polski, odnosząc 2 zwycięstwa i ponosząc 2 porażki.
Został pochowany na cmentarzu w Krzepczowie.